# Carmen Rădulescu

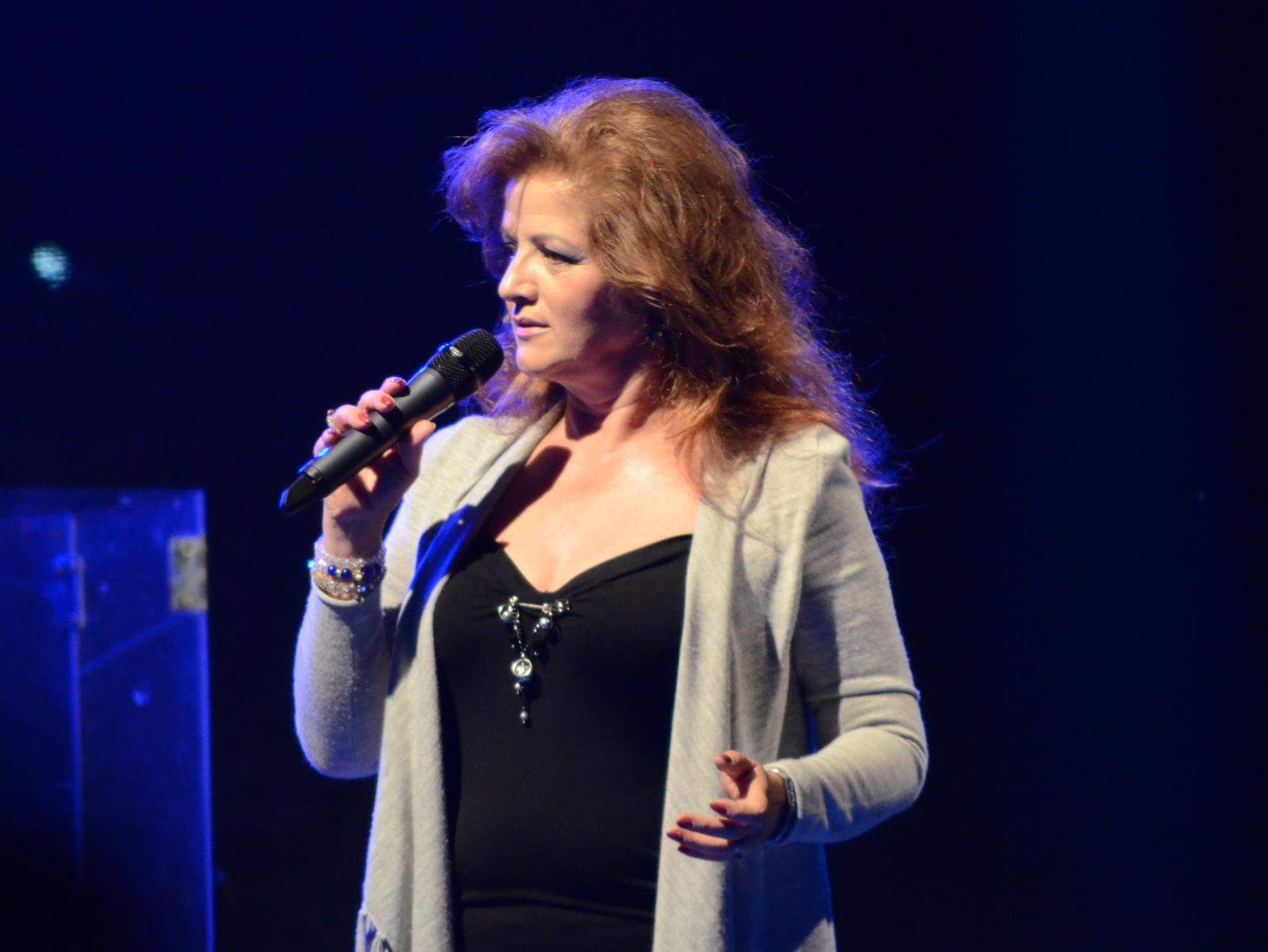
Carmen Rădulescu (în mai 2015)

Carmen Gabriela Rădulescu (n. 29 ianuarie 1964, Onești, județul Bacău) este o cântăreață de muzică ușoară.

## Biografie
Carmen Rădulescu a apărut prima dată pe scenă când avea trei ani. A fost pregătită de maestrul Titel Popovici. De la 14 ani începe să participe la diferite festivaluri interjudețene de muzică ușoară din orașe precum Oradea, Craiova, Brăila, Suceava, etc. 
- În 1979 a participat la cunoscutul concurs TV „Steaua fără nume". Deși intrase în cea de-a treia etapă a concursului, acesta s-a întrerupt.
- În anul 1983 obține Premiul II la secțiunea „Interpretare" a Festivalului de muzică ușoară „Mamaia 1983" (26-30 august 1983).
- În 1983 câștigă Premiul I la Festivalul „Steaua litoralului" din Constanța și devine angajată a Teatrului „Fantasio" din același oraș. Va activa la Teatrul „Fantasio" timp de un an de zile.
- Tot în 1984 efectuează un turneu în Bulgaria
- Participă la secțiunea „Creație" a Festivalului de muzică ușoară „Mamaia '84" cu piesa „Senin" (Edmond Deda/Aurel Storin).
- În anul 1984 începe colaborarea cu compozitorul Șerban Georgescu (devenit, peste ani, primul soț al regretatei cântărețe de muzică ușoară Mădălina Manole). Prima colaborare a celor doi a fost la piesa „Speranță, dă-mi speranță!", pe versurile poetului Dan Verona.
- În anul 1985 obține Premiul Tinereții la populara emisiune-concurs „Șlagăre în devenire" cu piesa „Același vis" (Șerban Georgescu).
- Tot în acest an piesa „Muzica te cheamă" (Șerban Georgescu/Dan Verona) obține Mențiune la Concursul de muzică de dans de la Costinești.
- Participă la secțiunea „Creație" a Festivalului de muzică ușoară „Mamaia '85" cu piesa „Drumul spre noi" (Șerban Georgescu/Dan Verona).
- La concursul de muzică ușoară „Melodii '85" participă cu piesele „Muzica te cheamă" (obținând Premiul Tinereții), „O floare de astă vară" și „Același vis" (toate pe muzica lui Șerban Georgescu și pe versurile lui Dan Verona).
- În 1986 îi apare primul disc single la Electrecord - „Același vis".
- La concursul de muzică ușoară „Melodii '86", piesa „Nu știu" (Șerban Georgescu/George Țărnea) este distinsă cu titlul de Laureată. În cadrul concursului, Carmen Rădulescu cântă alături de alte vedete ale muzicii ușoare românești, piesa „Deschideți poarta soarelui" (Anton Șuteu).
- În 1987 îi apare la Electrecord albumul „Muzica te cheamă".
- Tot în 1987 efectuează un turneu de două luni în Danemarca cu formația "Electric-cord"
- Urmează o nouă participare la concursul de muzică ușoară ușoară „Melodii '87" cu piesa „O clipă doar" (Șerban Georgescu/George Țărnea).
- A participat la secțiunea „Creație" a Festivalului de muzică ușoară „Mamaia '89" cu piesa „Dorule, măi dorule" (Corneliu Meraru/Dan V. Dumitriu).
- În anul 1988 s-a căsătorit cu Sorin Oprea, fiul dirijorului Paraschiv Oprea.
- Pe 22 ianuarie 1989 Carmen Rădulescu a dat naștere fiului său, Sorin.
- Carmen Rădulescu s-a retras câțiva ani din muzică pentru a se dedica familiei.
- A revenit cu un nou album în 2010.

## Repertoriu (selectiv)
1984: Mi-e teamă, dar mi-e bine Muzica: Gabriel Vladescu  Text:Angela Stoenescu
- Speranță dă-mi speranță/Același vis (Șerban Georgescu)
- Muzica te cheamă (Șerban Georgescu)
- Vise uitate (Șerban Georgescu)
- Nu știu (Șerban Georgescu)
- O floare de astă vară (Șerban Georgescu)
- Întoarce-te (Șerban Georgescu)
- Da, e tinerețea (Șerban Georgescu)
- Același vis (Șerban Georgescu)
- Fericirea are ochii tăi (Șerban Georgescu)
- O lume fără noi (Șerban Georgescu)
- Pentru tot ce iubim (Șerban Georgescu)
- Nu-i un vis e dragostea (Șerban Georgescu)
- Ceasul dimineții (Dan Beizadea)
- Din dragoste, întoarce-te (Temistocle Popa)
- Hai iubește! (Ion Cristinoiu)
- Tu ai noroc (Viorel Gavrilă)
- De-aș uita iubirea ta (Viorel Gavrilă)
- Dorule, măi dorule (Corneliu Meraru)
- De azi pe mâine (Laurențiu Profeta)
- Clipe de iubire (Camelia Dăscălescu)
- Inima e-un telefon (Ion Vasilescu) - cover
- Nu mă uita (Ion Vasilescu)
- Chitara romană - cover
- S-a înnoptat în Cișmigiu (Elly Roman)- cover